# Rührer
Rührer (von mittelhochdeutsch rüeren „rühren, umrühren“) sind die Werkzeuge eines Rührgeräts, Rührapparats, Rührkessels bzw. Rührwerks. Sie sind in der Regel austauschbar. Je nach Ausführung und Baugröße wird der Rührer samt Welle getauscht oder der Rührer wird an der Welle montiert. Rührer sind – zusammen mit Stromstörern – in DIN 28131 genormt.
In verschiedenen Branchen (Labor, Chemische Industrie und Verfahrenstechnik, Bauindustrie, Heimwerken, Küche usw.) und für verschiedene Rühraufgaben / -zwecke sind unterschiedliche Bauformen und Benennungen üblich.
Oft wird auch der gesamte Rührapparat verkürzend als Rührer benannt. Ein Beispiel hierfür ist der in Labors vielgenutzte Magnetrührer oder das Handrührgerät („Mixer“) als Küchengerät.

## Rührertypen

### Rotierende Rührer
Es gibt zahlreiche Rührertypen aus Glas, Kunststoff (PP, PTFE) und Metall, die für bestimmte Medien oder Aufgaben besser oder schlechter geeignet sind. Grundsätzlich werden Rührer unterschieden, die axial (in der Regel nach unten) oder radial (zur Seite) fördern.
Um das Mitrotieren der (niedrigviskosen) Flüssigkeit und dabei die Bildung von Tromben zu verhindern und höhere Turbulenz zu erzeugen, werden Stromstörer (oder Strömungsstörer, engl. baffles) verwendet. Bei höherviskosen Flüssigkeiten sind Stromstörer nicht erforderlich bzw. verschlechtern sogar das Rührergebnis.

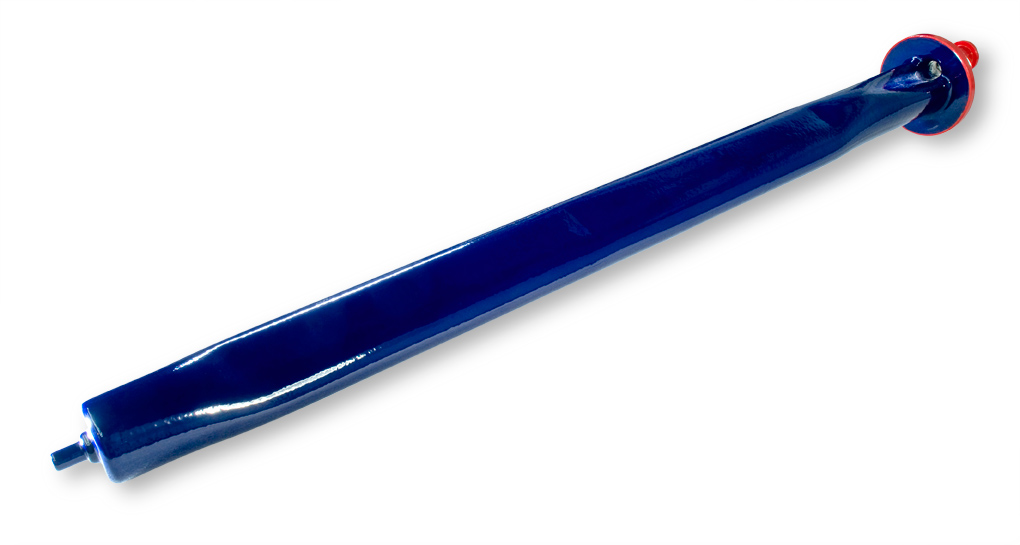
Emaillierter Stromstörer für emaillierte Rührbehälter

Man kann rotierende mechanische Rührer nach ihrer Rührgeschwindigkeit in folgende Gruppen unterscheiden:
- langsamlaufende Rührer, hierbei weiter hin nach der Anzahl ihrer Achsen
  - einachsig (Blattrührer, Balkenrührer, Lochbalkenrührer, Kreuzbalkenrührer, Ankererrührer, Gitterrührer, Schneckenrührer, Schaufelwalze)
  - mehrachsig (Planetenrührer, Kreiselmischer)
- schnelllaufende Rührer (Propellerrührer, Turbinenrührer, Scheibenrührer, Impellerrührer)

### Rührsysteme mit anderen Wirkbewegungen
Neben den Rührsystemen mit rotierenden Rührern gibt es eine Reihe von anderen Technologien, Medien miteinander zu vermischen. Zu den Systemen mit nicht-rotatorischen Wirkbewegungen gehören zum Beispiel
- Vibromixer: Dabei wird eine (perforierte) Scheibe in einem zylindrischen Gefäß translatorisch und oszillierend auf- und abbewegt.
- Bag-Mixer: Das sind Mischsysteme, bei denen das gesamte Gefäß (in diesem Falle sterile Kunststoff-Beutel) auf einer schwingenden oder pendelnden oder sich kartesisch bewegenden Plattform fixiert ist

## Rührerformen

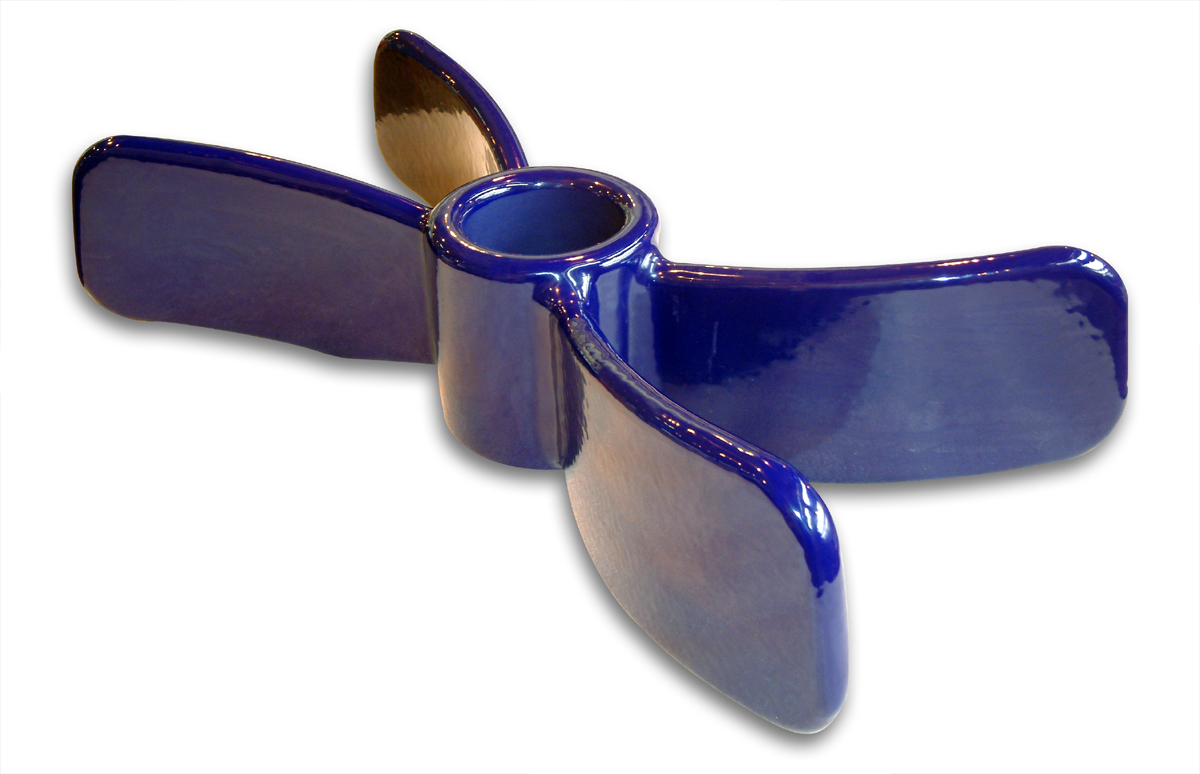
Rührer mit der Wirkung eines klassischen Impellers

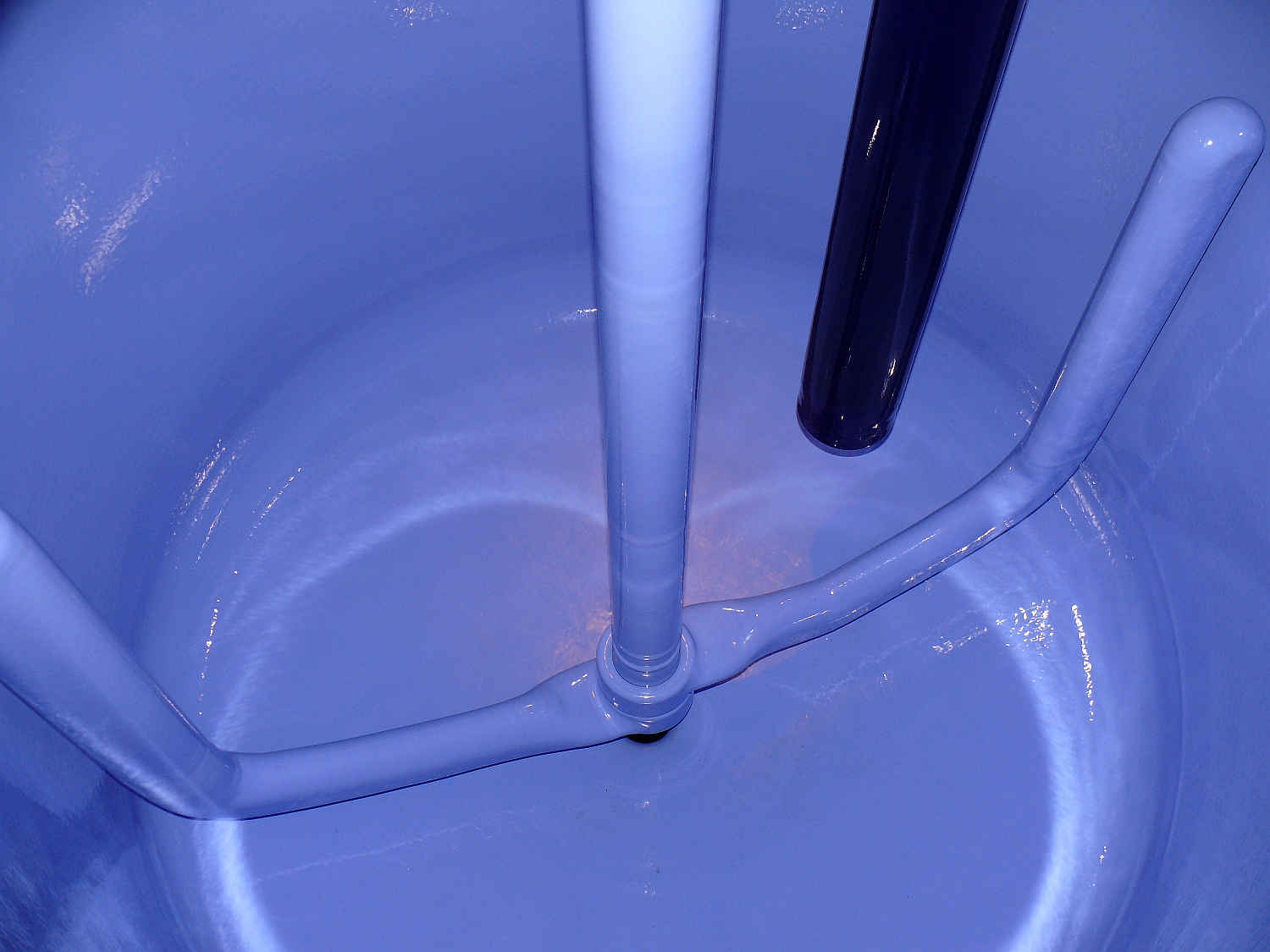
Ankerrührer

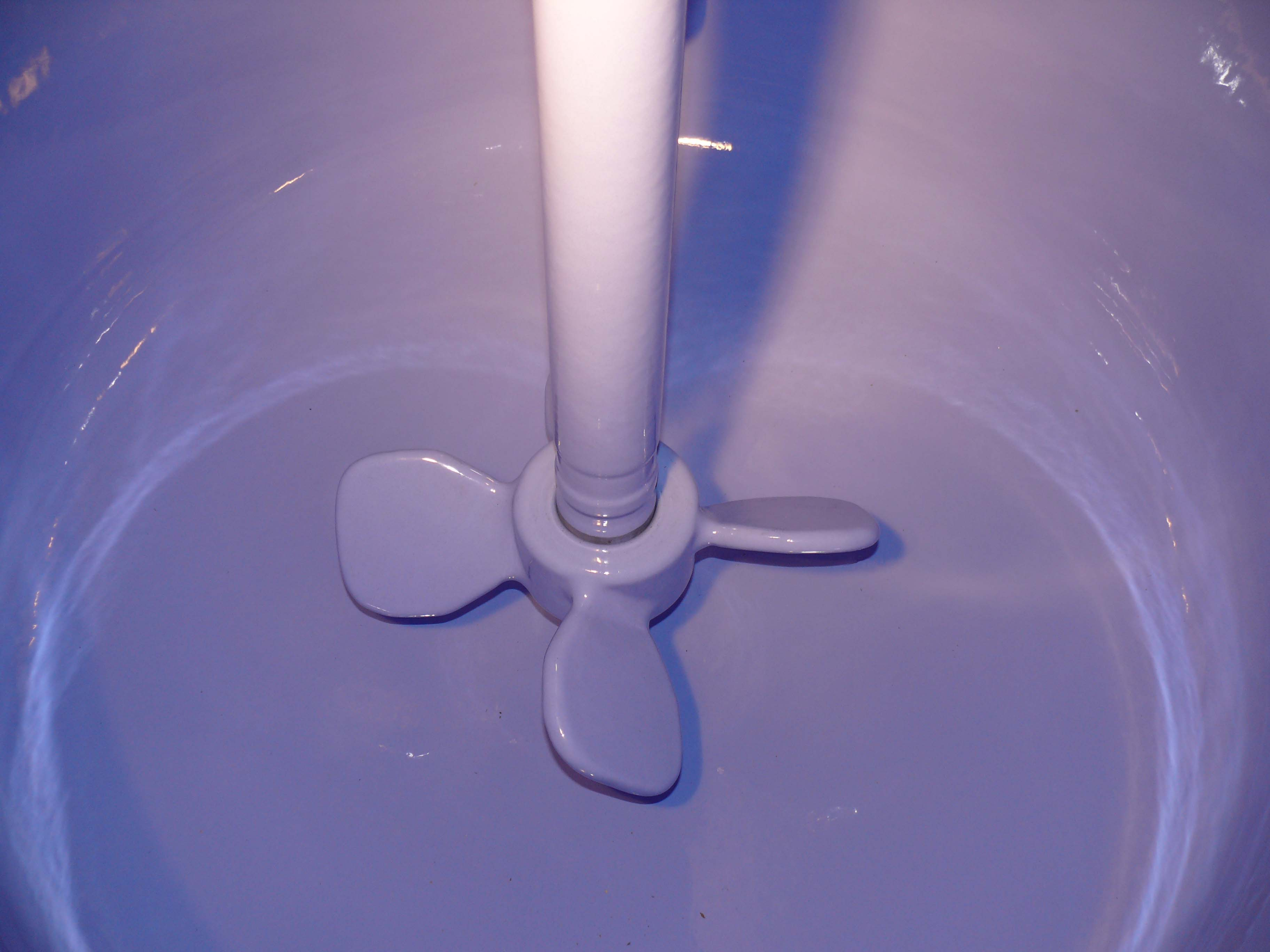
Schrägblattrührer

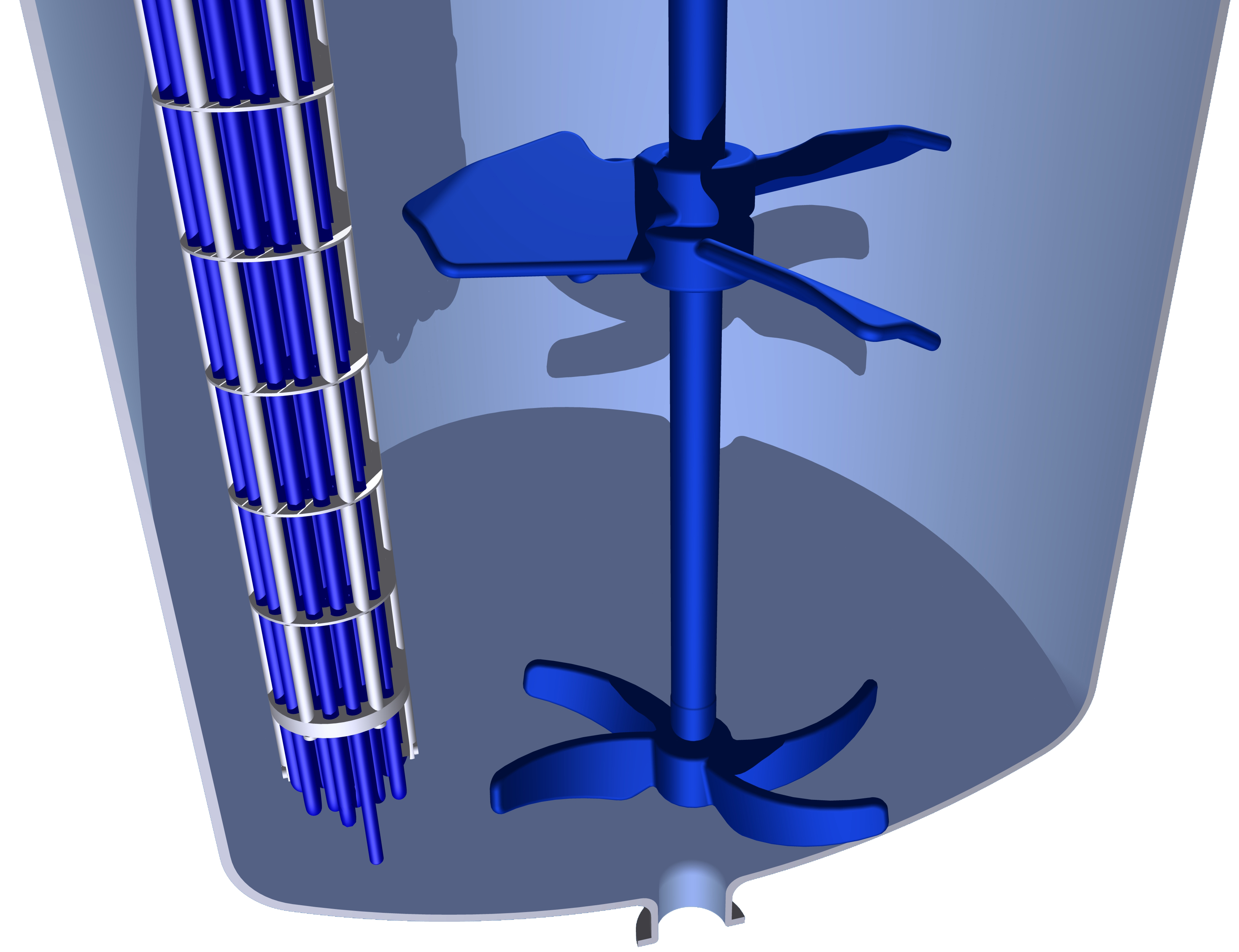
Rührbehälter mit Stromstörer in Form einer Heizkerze

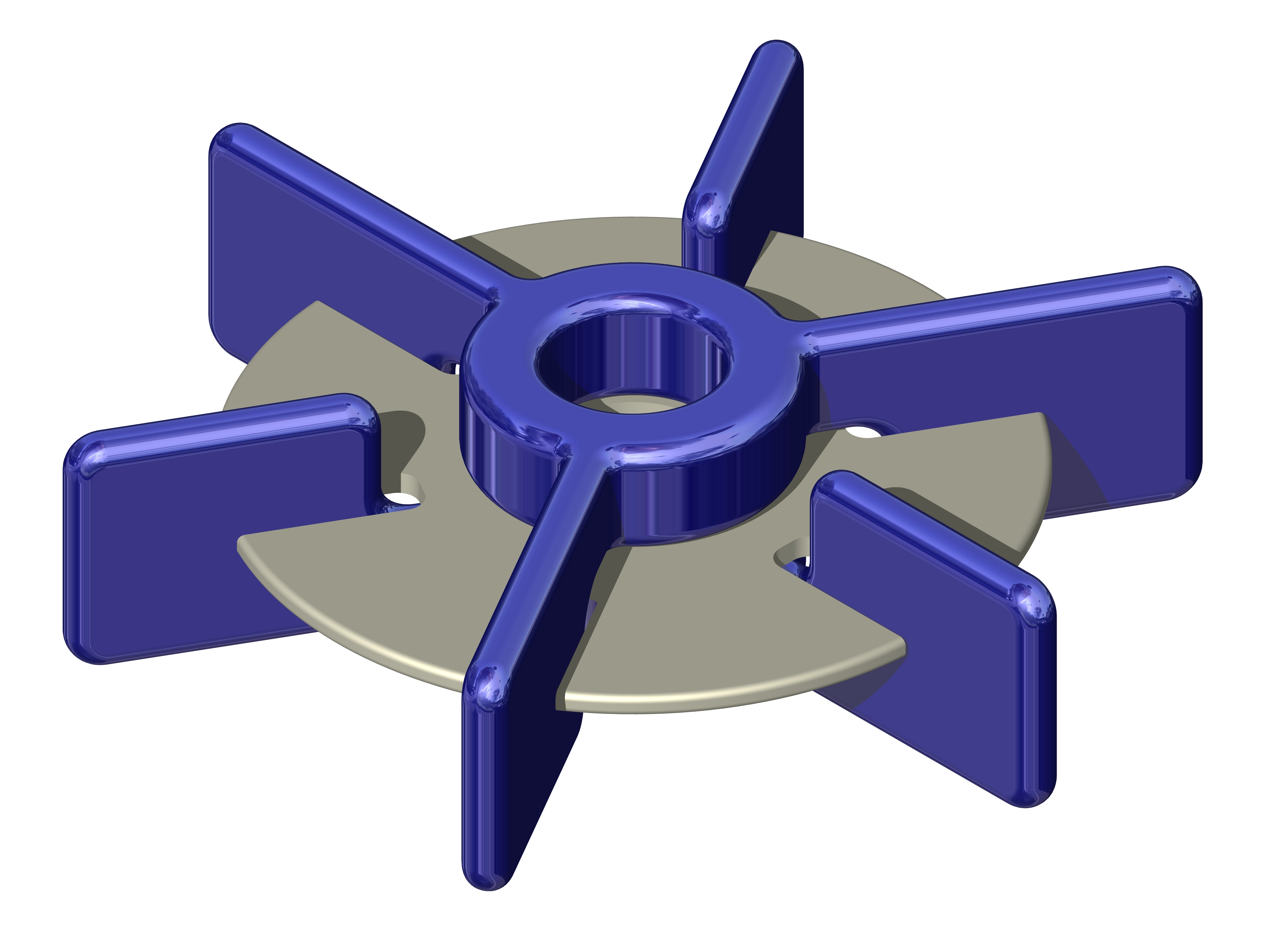
Scheibenrührer (Rushton-Turbine) mit sechs Flügeln

Nach den Bezeichnungen der Verfahrenstechnik und Technischen Chemie werden unterschieden:
- Propellerrührer: meist 3 Flügel, ähnlich einem Schiffspropeller geformt, axial fördernd, für Suspendieren, Homogenisieren, Wärmeübertragung
- Schrägblattrührer: schräg angestellte, meist rechtwinklige Blätter, wie Propellerrührer axial fördernd mit radial Anteil, für Suspendieren, Homogenisieren, Wärmeaustausch
- Scheibenrührer: Kreisscheibe mit meist 6 von der Welle nach außen angeordneten, senkrecht stehenden Blättern auch als „Rushton-Turbine“ bezeichnet, radial fördernd, zum Emulgieren, Begasen, erzeugt starke Scherkräfte
- Taumelscheibenrührer: Kreisscheiben, schräg auf einer üblicherweise senkrechten Welle angeordnet, für Flüssigkeiten mit Fremdkörpern und zum Emulgieren, besonders in der Küche
- Hollowbladerührer: Kreisscheibe mit meist 6 von der Welle nach außen angeordneten, senkrecht stehenden halbkreisförmig gebogenen Blättern, radial fördernd, zum Begasen insbesondere geeignet, erzeugt starke Scherkräfte
- Impellerrührer: üblicherweise drei bodennah angebrachte, in Drehrichtung konvex gebogene Rührerflügel, in den meisten Fällen emailliert und aus einem flach gedrückten Rohrstück gefertigt, zum Suspendieren, Homogenisieren, Wärmeaustausch
- Kreuzbalkenrührer: Schrägblattrührer mit meist 4 Blättern, mehrfach versetzt übereinander angebracht, insbesondere für große Rührkessel, für Fermenter
- Ankerrührer: wandnah geführt für Wärmeaustausch insbesondere zäher Medien
- Blattrührer: senkrechtes Rührblatt, häufig im Labormaßstab eingesetzt
- Gitterrührer: Rahmenkonstruktion oder Blattrührer mit Aussparungen
- Gaseinleitungsrührer mit Löchern im Schaft und Blatt, sowie geschliffener und polierter Welle und Kupplungszapfen
- Rührer mit austauschbaren Rührblättern mit abgeschnittenen oder spitzen Enden
- Rührer mit beweglichen Glas- oder PTFE-Flügeln
- Wendelrührer: wandnah für zähe Medien: Homogenisieren und Wärmeaustausch
- Zahnscheibenrührer: Scheibe mit gezacktem Rand; für geringe Umwälzung aber extrem hohe Scherung
- Restmengenrührer: Bodengängiges Rührorgan zum Rühren auch kleiner Mengen in Reaktoren, schnelllaufend für Emulgieren und Begasen

| Typ                | Bevorzugte Anwendung       |
| ------------------ | -------------------------- |
| Propellerrührer    | Aufwirbeln von Feststoffen |
| Ankerührer         | Opt. Wärmeübergang         |
| Scheibenrührer     | Dispergieren               |
| MIG-Rührer         | Optimale Durchmischung     |
| Zahnscheibenrührer | Zerkleinerung v. Teilchen  |
| Spiralrührer       | Hochviskose Flüssigkeiten  |

## Rührerauswahl (Verfahrenstechnik)
Die Rührerauswahl richtet sich nach der Rühraufgabe, der Zähigkeit des Mediums, der Scherfestigkeit (ob das Medium geschont werden muss) oder auch umgekehrt danach, welche Rührerleistung zur Verfügung steht, bzw. für den Prozess erforderlich ist.
Man unterscheidet folgende wesentliche Rühraufgaben, die in der Praxis einzeln, gleichzeitig oder in einer zeitlichen Folge nacheinander in einem Rührkessel umgesetzt werden müssen:
- Homogenisieren: Das Ausgleichen von Konzentrationsunterschieden von verschiedenen, miteinander mischbaren Medien
- Dispergieren flüssig/flüssig (= Emulgieren): Das Einrühren einer Flüssigkeit in eine andere, wobei die beiden nicht ineinander löslich sind
- Dispergieren flüssig/gasförmig: Das Einrühren einer Gasphase in eine Flüssigkeitsphase, z. B. beim Hydrieren
- Dispergieren flüssig/fest (=Suspendieren): Das Aufwirbeln und Vermischen von Feststoffen in einer Flüssigphase
- Wärmeübergang, d. h. das zielgerichtete Einleiten von großen Wärmemengen in ein Fluid

Für jede dieser Rühraufgaben sind bestimmte Rührertypen besser oder schlechter geeignet. Da in der Praxis, wie oben beschrieben, Rühraufgaben selten isoliert auftreten, muss häufig ein Kompromiss geschlossen werden zwischen dem „optimalen“ Rührorgan für den wichtigsten Prozessschritt und der generellen Eignung für ebenfalls auftretende, aber für die Ausbeute und die Qualität des Produktes weniger relevanten Verfahrensschritte. In manchen Fällen werden in einem Rührbehälter auch mehrere, unabhängig voneinander zu betreibende Rührwerke eingebaut, um für mehrere Verfahrensschritte das jeweils beste Rührorgan zu betreiben.
Oftmals werden in der Praxis Mehrstufenrührer eingesetzt, wie zum Beispiel in der Abbildung rechts gezeigt. Während die untere Ebene für einen hohen Leistungseintrag bei großer Scherung und eine Restmengenrührfunktion verwirklicht, ist das obere Rührorgan als Axialförderer dazu geeignet, eine gute Homogenisierung des Behälterinhalts zu verwirklichen.

## Einbaulagen von Rührwerken
Für ein Rührwerk sind – in Abhängigkeit von Beschaffenheit des Rührorgans sowie der Behälterkonstruktion – verschiedene Einbaulagen unterscheidbar:
- zentrischer Einbau
  - von oben
  - von unten
- exzentrischer Einbau
  - von oben
  - von unten
- seitlicher Einbau

Beim zentrischen Einbau von Rührwerken ist beim Rühren niedrig viskoser Medien der Einsatz von Stromstörern notwendig, um das Mitreißen der Flüssigkeit zu unterdrücken und so die Mischungscharakteristik zu verbessern (s. o.). Beim exzentrischen Einbau kann hierauf, abhängig von der Behälterkonstruktion und den Fluideigenschaften, verzichtet werden. Allerdings treten in der Praxis sehr hohe Querkräfte auf die Rührerwelle auf, so dass diese in der Regel stärker ausgeführt werden muss als bei zentrischem Einbau. Besonders kurze Rührerwellen können dann realisiert werden, wenn Rührwerke von unten in den Behälter eingebaut werden. Allerdings muss man dann besonderes Augenmerk auf die Wahl und Ausführung der Gleitringdichtung bzw. der Wellenabdichtung legen.

## Antriebsarten von Rührwerken
Für ein Rührwerk sind grundsätzlich die Antriebsarten direkter Antrieb oder indirekter Antrieb möglich.
- direkter Antrieb

Der Antrieb erfolgt über eine Welle mit entsprechender Abdichtung der Welle, falls diese in einen Behälter eingeführt werden muss. Dabei kann die Welle direkt oder indirekt (über einen Riemen) mit einem Motor mit oder ohne Getriebe gekoppelt sein. Der Motor kann dabei grundsätzlich mit oder ohne Frequenzumformer ausgeführt sein. Direkt angetriebene Rührwerke können für alle Rühraufgaben zum Einsatz kommen. Dies schließt insbesondere den Bereich von Flüssigkeiten mit hohen Dichten und/oder Viskositäten ein.
- indirekter Antrieb

Der Antrieb erfolgt über eine magnetische Kopplung mit jeweils einem Magneten im auf der Behälterinnenseite befindlichen Rührorgan und dem auf der Behälteraußenseite befindlichen Antrieb. Diese Art von Antrieben ist in ihrer Antriebskraft durch die Fluideigenschaften, insbesondere Dichte und Viskosität, begrenzt. Ein höheres Kopplungsmoment als ca. 400 kN kann nur mit hohem Aufwand erreicht werden.

## Laborbezeichnungen
Im Labor sind u. a. folgende Begriffe geläufig:
- Magnetrührer: Rührstäbe, „Rührfische“ in Stab-, Hantel-, Dreikant-, Ei- oder Kreuzform
- Propellerrührer (siehe oben)
- Rührer mit austauschbaren Rührblättern (abgeschnittene oder spitze Enden)
- Turbinenrührer (unterschiedliche Ausführung von Schrägblattrührer bis Scheibenrührer)
- Leitstrahlmischer (Geschwindigkeitsmaximum gezielt auf Boden)
- Zentrifugal-Rührer (Blattrührer mit zur Welle hin einklappbaren Blättern, die durch die Zentrifugalkraft nach außen streben. Ermöglichen das Einführen in enge Öffnungen von Kolben)
- Ankerrührer (s. o.)
- Halbmondrührer: bodennaher Blattrührer für Rundkolben (auch in klappbarer Ausführung)
- Fächerrührer (wie Gitterrührer)
- Dissolver (wie Zahnscheibenrührer)
- Rührschlange (Federspirale statt Blatt, radial fördernd wie Scheibenrührer)
- Visco Jet (2 oder 3 tangential angeordnete, als Düsen fungierende, „bodenlose“ Becher)
- ruvastar (3 tangentional angeordnete Umlenkbögen)

## Haushaltsrührer
In der Küche sind für sogenannte Mixer gebräuchlich:
- Quirl
- Knethaken

## Baugewerbe
- Propellerrührer (insbesondere zum Farbenmischen)
- Wendelrührer
- Rondenrührer, ein vereinfachter Wendelrührer für geringeren Widerstand z. B. als
- Mörtel-Rührer